# Gwajula srebrzysta
Gwajula srebrzysta (Parthenium argentatum) – gatunek krzewu z rodziny astrowatych. Występuje w środkowym i północnym Meksyku oraz w USA w stanie Teksas. Jest to roślina kauczukodajna zawierająca do ok. 15–20% kauczuku. Miała szczególnie duże znaczenie w Stanach Zjednoczonych w czasie II wojny światowej.

## Morfologia
Krzew do 80 cm wysokości z drobnymi, owłosionymi liśćmi. Koszyczki kwiatowe drobne, kwiaty brzeżne żółte, języczkowate, wewnętrzne rurkowate, żółte. Owocem jest niełupka.